# 江田拓寛
江田 拓寛（えだ たくひろ、1994年8月9日 - ）は、日本の男性声優、YouTuber。東京都出身。81プロデュース所属。

## 略歴
第9回81オーディション 優秀賞・文化放送賞・小学館賞・長崎音響監督賞。2018年4月1日より81プロデュースにジュニア所属。

## 人物
趣味・特技には動画作成、金管楽器演奏、ファストドロウ（早撃ち）、ガンスピンをそれぞれ挙げている。早撃ち競技大会「ALL JAPAN FAST DRAW CHAMPIONSHIP」でたびたび上位入賞を果たしている。
声優として本格的にデビューする以前の高校在学時から、「T.K.Hero」のハンドルネームでモデルガン・エアガンといったトイガンを始めとしたガジェット系の紹介やガンプレイを中心としたYouTubeでの動画投稿活動を行っている。

## 出演

### テレビアニメ
2018年
- 異世界魔王と召喚少女の奴隷魔術（エルフ達）
- ハイスコアガール（男子生徒A）
- キラッとプリ☆チャン（赤城一族）

2019年
- ポチっと発明 ピカちんキット（工作員）
- KING OF PRISM -Shiny Seven Stars-（神田ミツバ、チンピラ、不良）
- カードファイト!! ヴァンガード（グウィン・ザ・リッパー）
- MIX（重松）

2020年
- Fate/Grand Order -絶対魔獣戦線バビロニア-（ウルク兵士）
- 22/7（スタッフ）

2021年
- 約束のネバーランド（男）
- 不滅のあなたへ

2022年
- アイドリッシュセブン Third BEAT!（2022年 - 2023年、スタッフA）

2023年
- 女神のカフェテラス（仲間B）

2024年
- 最強タンクの迷宮攻略〜体力9999のレアスキル持ちタンク、勇者パーティーを追放される〜（雇い主、レイジル、冒険者C）
- HIGHSPEED Étoile（クリストファー・ピット）

2025年
- ギルドの受付嬢ですが、残業は嫌なのでボスをソロ討伐しようと思います（冒険者）

### 劇場アニメ
- KING OF PRISM by PrettyRhythm（2016年、アイドルD）
- KING OF PRISMシリーズ（2017年 - 2024年、神田ミツバ） - 3作品[一覧 1]

### OVA
- ヲタクに恋は難しい（2019年、観客）

### Webアニメ
- モンポケ ショートアニメ（2025年、ルンパッパ）
- Duel Masters LOST 〜月下の死神〜（2025年、キャスター[7]）

### ゲーム
- ステラービース（2019年、ローガン・ジャックエル[8]）
- デュエル・マスターズ プレイス（2019年、聖核の精霊ウルセリオス）
- 逆転オセロニア（2024年、ラファルド）

### ラジオ
※はインターネット配信。
- 拓寛・実稀奈の踊れ!ガンマン（2015年 - 2016年、超!A&G+※）[9]

### オーディオブック
- 新宿鮫（2019年、朗読[10]）
  - 7 灰夜
  - 8 風化水脈
- 平浦ファミリズム（2019年、郡司栄太[11]）
- 特殊捜査班カルテット（2019年、朗読[10]）
  - 1 生贄のマチ
  - 2 解放者
  - 3 十字架の王女
- 自分を好きになりたい。自己肯定感を上げるためにやってみたこと（2019年、朗読[10]）
- 魔法少女さんだいめっ☆ 1〜2巻（2020年 - 2022年、神楽宴之介＋ゲス太郎ほか[12][13]）
- もののあはれ（2020年、朗読[10]）
- AI時代の人生戦略 「STEAM」が最強の武器である（2020年、朗読[10]）
- デスペラード ブルース（2020年、網代木要＋柏葉吐月 ほか[14]）
- 100人の英雄を育てた最強預言者は、冒険者になっても世界中の弟子から慕われてます（2020年、デュークほか[15]）
- やめてみた。（2020年、朗読[10]）
  - やめてみた。　本当に必要なものが見えてくる、暮らし方・考え方
  - もっと、やめてみた。「こうあるべき」に囚われなくなる　暮らし方・考え方
  - さらに、やめてみた。 自分のままで生きられるようになる、暮らし方・考え方
- 青春絶対つぶすマンな俺に救いはいらない。（2021年[16]、朗読＋狭山明人[17]）
- 2040年の未来予測（2021年、朗読[10]）
- AI時代に「自分の才能を伸ばす」ということ（2021年、朗読[10]）
- 死に戻り、全てを救うために最強へと至る（2021年、ディアン ほか[18]）
- 非常識な成功法則【新装版】（2021年、朗読[19]）
- あなたの会社が90日で儲かる!（2021年、朗読<[19]）
- 功利主義（2021年、朗読<[19]）
- ヴァンパイア探偵-禁断の運命の血-（2021年[20]、高月課長、三木里健、ベテラン捜査員[21]）
- 10ステップでかんたん！魔王の倒しかた（2021年、朗読<[19])
- なぜ日本は没落するか（2021年、朗読<[19])
- 「自己肯定感低めの人」のための本（2022年、朗読[22]）
- 北海道の現役ハンターが異世界に放り込まれてみた（2022年、バッファロー・バル＋ミルド ほか[23]）
- ヒトラー: 虚像の独裁者（2022年、朗読[22]）
- 変な家（2022年[22]）
- 馬鹿と嘘の弓 Fool Lie Bow（2022年、朗読）
- 生涯弁護人（2022年、朗読）
  - 生涯弁護人 事件ファイル1 村木厚子 小澤一郎 鈴木宗男 三浦和義
  - 生涯弁護人 事件ファイル2 安部英(薬害エイズ) カルロス・ゴーン 野村沙知代
- 歌の終わりは海 Song End Sea（2022年、朗読）
- アンヌ今昔物語 ウルトラセブンよ永遠に…（2022年）
- ヴォイド・シェイパ シリーズ（2022年、朗読）
  - ヴォイド・シェイパ　The Void Shaper
  - ブラッド・スクーパ　The Blood Scooper
  - スカル・ブレーカ　The Skull Breaker
- 忘却のアイズオルガン（2022年、ダヤン・マクレガー[24]）
- とらんぷ譚 シリーズ（2024年、朗読）
  - 幻想博物館
  - 悪夢の骨牌
  - 人外境通信
  - 真珠母の匣

### デジタルコミック
- ちゃおチャンネル
  - ひかりオンステージ！（2019年、マネージャー[25]）
  - 溺愛ロワイヤル （2020年、橘琉二[26]）
  - 青のアイリス（2021年、虹ヶ原尚武[27]）
- ジャンプチャンネル
  - 予言のナユタ（2021年、父[28]）

### 吹き替え
- 白雪姫（2025年[29]）
- この恋で鼻血を止めて（2025年、黒スーツ[7]、SP[30]、ヒーローパワー系[31]）

### 特撮
- 劇場版 仮面ライダーゼロワン REAL×TIME（2020年、青年アバター）
- セイバー+ゼンカイジャー スーパーヒーロー戦記（2021年）
- 仮面ライダーガッチャード第48話(2024年、テレビ朝日) -ガンアクションコーディネート

### 朗読劇
- THE ROUDOKU2「ヴァンパイア探偵--禁断の運命の血--」（2021年10月20日[20]、高月課長、三木里健、ベテラン捜査員[21]）

## ディスコグラフィ

### キャラクターソング
| 発売日        | 商品名                                               | 歌                      | 楽曲                                        | 備考                                                                    |
| ------------- | ---------------------------------------------------- | ----------------------- | ------------------------------------------- | ----------------------------------------------------------------------- |
| 2017年9月27日 | 劇場版KING OF PRISM -PRIDE the HERO- Song&Soundtrack | The シャッフル          | 「恋のロイヤルストレートフラッシュ」        | 劇場アニメ『KING OF PRISM -PRIDE the HERO-』挿入歌                      |
| 2019年10月9日 | KING OF PRISM -Shiny Seven Stars- Song&Soundtrack    | The シャッフル          | 「ファイブカードは突然に…」                 | テレビアニメ『KING OF PRISM -Shiny Seven Stars-』挿入歌                 |
| 2020年3月25日 | LOVEグラフィティ                                     | KING OF PRISM ALL STARS | 「ドラマチックLOVE -ALLSTARS THANKS ver.-」 | 劇場アニメ『KING OF PRISM ALL STARS -プリズムショー☆ベストテン-』関連曲 |

### シリーズ一覧
1. ↑  『KING OF PRISM -PRIDE the HERO-』（2017年）、『KING OF PRISM ALL STARS -プリズムショー☆ベストテン-』（2020年）、『KING OF PRISM -Dramatic PRISM.1-』（2024年）

### ユニットメンバー
1. ↑  高田馬場ジョージGS（小林竜之）、五反田ココロ（浦田わたる）、御徒町ツルギ（橋本晃太朗）、鶯谷モンド（長谷徳人）、神田ミツバ（江田拓寛）
2. ↑  池袋エィス（小林竜之）、五反田ココロ（浦田わたる）、御徒町ツルギ（橋本晃太朗）、鶯谷モンド（長谷徳人）、神田ミツバ（江田拓寛）
3. ↑  柿原徹也、前野智昭、増田俊樹、寺島惇太、斉藤壮馬、八代拓、畠中祐、永塚拓馬、五十嵐雅、内田雄馬、蒼井翔太、武内駿輔、小林竜之、浦田わたる、橋本晃太朗、長谷徳人、江田拓寛